# 意大利足球甲级联赛

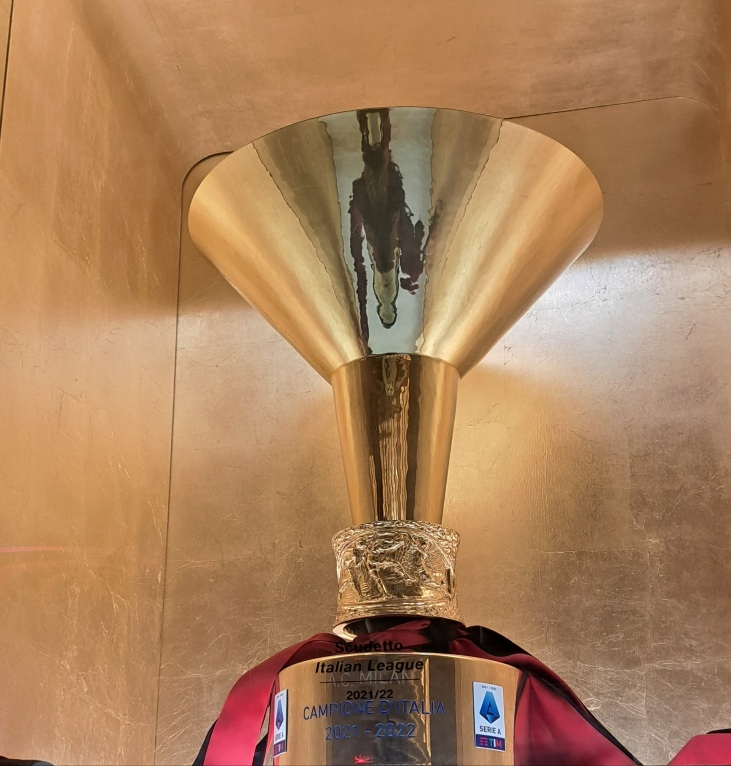
意甲冠軍獎杯

意大利甲組足球聯賽（簡稱「意甲」），昵称“小盾牌”（義大利語：Scudetto，因为意甲卫冕冠军徽章外型類似盾牌），是意大利足球联赛系统的第 1 级别 ，亦是職業聯賽的最高級別，联赛系统的最高級別和意大利頂級足球聯賽，由意大利足球總會（Federazione Italiana Gioco Calcio，FIGC）所管理，意甲职业联盟（Lega Nazionale Professionisti Serie A，Lega Serie A）營運。祖雲達斯是最成功的俱乐部，获得（36 次）冠军，其次是國際米蘭（20 次）和AC米蘭（19 次）。

## 历史
意甲联赛（Serie A）今天的结构始于1929-30赛季。从1898年到1922年，比赛按照地区分组进行，以淘汰制附加賽形式決定總冠軍；首屆冠軍，由熱那亞奪得。1915–16赛季组织了全国性的杯赛，冠军由AC米兰获得。1916–1919年，意大利足球联赛由于第一次世界大战而暂停。
由于参加地区锦标赛的球队越来越多，意大利足球联合会（FIGC）在1921年分裂了意大利足球联盟（CCI），在米兰成立了北部足球联赛，即今天的意甲联赛的前身；國際米蘭奪得首屆職業足球联赛冠軍。当CCI球队重新加入FIGC时，FIGC创建了两个跨地区的分区，并将FIGC的部门分为南北两个联赛。由于内部危机和法西斯压力，1926年FIGC改变了内部设置，将南部球队加入了全国分区，最终导致了1929-30赛季的最终解决方案。
在1944年出现了，意大利出現了特殊的北方联赛（Campionato Alta Italia），而在1945–46赛季，甲级联赛与乙级联赛（Serie B）合并，并分割为北区和南区，两大区组织了单独的决赛。都灵队在1948-49赛季宣布为冠军；然而，该赛季末期发生了蘇佩爾加空難，导致整个球队遇难。
2009年4月，意甲宣布与意乙分道扬镳。其中19家俱乐部投票支持这一决定，原因是有关电视转播权的争议；处于降级威胁中的莱切投票反对该决定。意大利雇主协会的前主席莫里齐奥·贝雷塔成为新联赛的主席。
2016年4月，国际足球协会理事会宣布意甲被选为测试视频回放的联赛，最初是在2016-17赛季中进行私下测试，随后成为实时试点阶段，并在2017-18赛季中实施了回放协助系统。在这个决定上，FIGC主席卡洛·塔韦基奥表示：“我们是最早支持在球场上使用技术的人，我们相信我们具备了为这个重要实验做出贡献所需的一切条件。”
義甲是世界上競賽程度最高的职业足球联赛之一，在1990年國際足協世界盃过后更是被誉为「小世界盃」。然而，經歷了2006年電話門事件，多支義甲豪門實力下滑，迄今僅有3隊共5次挺進歐冠決賽。截至2023/24年賽季，義甲在歐洲足總係數中排名第三；但由於2023/24義甲球隊在歐戰整體表現出色。取得最多積分，因此能獲得2024/25歐冠額外席次。

## 特色
意甲冠军称号通常被称为“scudetto”（小盾牌），因为自1923-24赛季以来，获胜的球队在下个赛季的球衣上会佩戴一个带有意大利三色旗的小徽章。同時，球队每奪得十個聯賽冠軍可以在隊徽繡上一顆金星，因此祖雲達斯擁有3顆金星，而國際米蘭有2顆，AC米蘭則有1顆。
从2004-05赛季开始，冠军球队将在赛季最后一轮结束后在球场上颁发实际的奖杯。这个奖杯被称为Coppa Campioni d'Italia，自1960-61赛季以来正式使用；但在1961年至2004年期间，奖杯是在Lega Nazionale Professionisti总部交给获胜的俱乐部的。

## 賽制
聯賽採取主客雙循環賽制比賽，每支隊伍與各球隊對賽兩次，主客各一次;2004–05球季，開始由 18 隊增加至 20 隊參加。
每支球隊共進行 38 場賽事，無論主場或作客比賽各有 19 場。每場勝仗可得 3 分，和局得 1 分，負仗則 0 分，按各隊於聯賽所得的積分排列。
- 若有兩隊隊伍於總結賽事所得分數出現相同分數，則需順序按以下方法排列名次：

1. 兩隊有關對賽成績
2. 有關隊伍於聯賽的净胜球多少
3. 有關隊伍於聯賽的进球數字
4. 如果以上方法都無法分出有關球隊的排名來決定聯賽冠軍及降班名額，將會於中立場進行一場附加賽決出勝負，其他則按有關隊伍作相同排名。

每球季共有20隊參與角逐，完成所有賽事後總積分最高的隊伍可以奪得聯賽冠軍，而總積分最低的3隊會降級至乙組联赛（Serie B）。
同時，乙組聯賽前兩名會直接獲得下一賽季的升級名額，第3～8名則需進行附加賽，以決定另外一支升級的球隊；然而，若義乙第3名比第4名高出15分以上，則可以免卻附加賽直接升班。

## 參賽球隊
2025–26年意大利足球甲級聯賽參賽隊伍共有 20 支。
| 中文名稱 | 英文名稱              | 所在城市 | 上季成績      |
| -------- | --------------------- | -------- | ------------- |
| 拿玻里   | S.S.C. Napoli         | 那不勒斯 | 第 1 位       |
| 國際米蘭 | Internazionale Milan  | 米蘭     | 第 2 位       |
| 阿特蘭大 | Atalanta B.C.         | 貝加莫   | 第 3 位       |
| 祖雲達斯 | Juventus F.C.         | 都靈     | 第 4 位       |
| 羅馬     | A.S. Roma             | 羅馬     | 第 5 位       |
| 費倫天拿 | ACF Fiorentina        | 佛羅倫薩 | 第 6 位       |
| 拉素     | S.S. Lazio            | 羅馬     | 第 7 位       |
| AC米蘭   | A.C. Milan            | 米蘭     | 第 8 位       |
| 博洛尼亞 | Bologna F.C. 1909     | 博洛尼亞 | 第 9 位       |
| 科木     | Como 1907             | 科莫     | 第 10 位      |
| 拖連奴   | Torino F.C.           | 都靈     | 第 11 位      |
| 烏甸尼斯 | Udinese Calcio        | 烏迪內   | 第 12 位      |
| 熱拿亞   | Genoa C.F.C.          | 熱那亞   | 第 13 位      |
| 維羅納   | Hellas Verona F.C.    | 維羅納   | 第 14 位      |
| 卡利亞里 | Cagliari Calcio       | 卡利亞里 | 第 15 位      |
| 帕爾馬   | Parma Calcio 1913     | 帕爾馬   | 第 16 位      |
| 萊切     | Unione Sportiva Lecce | 萊切     | 第 17 位      |
| 薩斯索羅 | US Sassuolo Calcio    | 薩斯索羅 | 乙組，第 1 位 |
| 比薩     | Pisa SC               | 比薩     | 乙組，第 2 位 |
| 克雷莫納 | US Cremonese          | 克雷莫納 | 乙組，第 4 位 |

## 歷屆冠軍
以下為歷屆聯賽冠軍：
意大利足球錦標賽
- 1898：熱那亞
- 1899：熱那亞
- 1900：熱那亞
- 1901：AC米蘭
- 1902：熱那亞
- 1903：熱那亞
- 1904：熱那亞
- 1905：祖雲達斯
- 1906：AC米蘭
- 1907：AC米蘭
- 1908：維塞利
- 1909：維塞利
- 1909–10：國際米蘭
- 1910–11：維塞利
- 1911–12：維塞利
- 1912–13：維塞利
- 1913–14：沙西勒斯
- 1914–15：熱那亞
- 1915–19：一戰停辦
- 1919–20：國際米蘭
- 1920–21：維塞利
- 1921–22：諾維斯
- 1921–22：維塞利
- 1922–23：熱那亞
- 1923–24：熱那亞
- 1924–25：博洛尼亞
- 1925–26：祖雲達斯
- 1926–27：沒有冠軍
- 1927–28：拖連奴
- 1928–29：博洛尼亞

意大利甲組足球聯賽
- 1929–30：國際米蘭
- 1930–31：祖雲達斯
- 1931–32：祖雲達斯
- 1932–33：祖雲達斯
- 1933–34：祖雲達斯
- 1934–35：祖雲達斯
- 1935–36：博洛尼亞
- 1936–37：博洛尼亞
- 1937–38：國際米蘭
- 1938–39：博洛尼亞
- 1939–40：國際米蘭
- 1940–41：博洛尼亞
- 1941–42：羅馬
- 1942–43：拖連奴
- 1943–45：因二戰而停辦
- 1945–46：拖連奴
- 1946–47：拖連奴
- 1947–48：拖連奴
- 1948–49：拖連奴
- 1949–50：祖雲達斯
- 1950–51：AC米蘭
- 1951–52：祖雲達斯
- 1952–53：國際米蘭
- 1953–54：國際米蘭
- 1954–55：AC米蘭
- 1955–56：費倫天拿
- 1956–57：AC米蘭
- 1957–58：祖雲達斯
- 1958–59：AC米蘭
- 1959–60：祖雲達斯
- 1960–61：祖雲達斯
- 1961–62：AC米蘭
- 1962–63：國際米蘭
- 1963–64：博洛尼亞
- 1964–65：國際米蘭
- 1965–66：國際米蘭
- 1966–67：祖雲達斯
- 1967–68：AC米蘭
- 1968–69：費倫天拿
- 1969–70：卡利亞里
- 1970–71：國際米蘭
- 1971–72：祖雲達斯
- 1972–73：祖雲達斯
- 1973–74：拉素
- 1974–75：祖雲達斯
- 1975–76：拖連奴
- 1976–77：祖雲達斯
- 1977–78：祖雲達斯
- 1978–79：AC米蘭
- 1979–80：國際米蘭
- 1980–81：祖雲達斯
- 1981–82：祖雲達斯
- 1982–83：羅馬
- 1983–84：祖雲達斯
- 1984–85：維羅納
- 1985–86：祖雲達斯
- 1986–87：拿玻里
- 1987–88：AC米蘭
- 1988–89：國際米蘭
- 1989–90：拿玻里
- 1990–91：森多利亞
- 1991–92：AC米蘭
- 1992–93：AC米蘭
- 1993–94：AC米蘭
- 1994–95：祖雲達斯
- 1995–96：AC米蘭
- 1996–97：祖雲達斯
- 1997–98：祖雲達斯
- 1998–99：AC米蘭
- 1999–00：拉素
- 2000–01：羅馬
- 2001–02：祖雲達斯
- 2002–03：祖雲達斯
- 2003–04：AC米蘭
- 2004–05：因電话门丑闻空缺
- 2005–06：國際米蘭
- 2006–07：國際米蘭
- 2007–08：國際米蘭
- 2008–09：國際米蘭
- 2009–10：國際米蘭
- 2010–11：AC米蘭
- 2011–12：祖雲達斯
- 2012–13：祖雲達斯
- 2013–14：祖雲達斯
- 2014–15：祖雲達斯
- 2015–16：祖雲達斯
- 2016–17：祖雲達斯
- 2017–18：祖雲達斯
- 2018–19：祖雲達斯
- 2019–20：祖雲達斯
- 2020–21：國際米蘭
- 2021–22：AC米蘭
- 2022–23：拿玻里
- 2023–24：國際米蘭
- 2024–25：拿玻里

備註
1. 該屆冠軍由意大利足協授予冠軍。

## 奪冠次數
| 球會     | 奪冠次數 | 奪冠年份 |
| -------- | -------- | --- |
| 祖雲達斯 | 36       | 1905, 1926, 1931, 1932, 1933, 1934, 1935, 1950, 1952, 1958, 1960, 1961, 1967, 1972, 1973, 1975, 1977, 1978, 1981, 1982, 1984, 1986, 1995, 1997, 1998, 2002, 2003, 2012, 2013, 2014, 2015, 2016, 2017, 2018, 2019, 2020 |
| 國際米蘭 | 20       | 1910, 1920, 1930, 1938, 1940, 1953, 1954, 1963, 1965, 1966, 1971, 1980, 1989, 2006, 2007, 2008, 2009, 2010, 2021, 2024                                                                                                 |
| AC米蘭   | 19       | 1901, 1906, 1907, 1951, 1955, 1957, 1959, 1962, 1968, 1979, 1988, 1992, 1993, 1994, 1996, 1999, 2004, 2011, 2022 |
| 熱那亞   | 9        | 1898, 1899, 1900, 1902, 1903, 1904, 1915, 1923, 1924 |
| 拖連奴   | 7        | 1928, 1943, 1946, 1947, 1948, 1949, 1976 |
| 博洛尼亞 | 7        | 1925, 1929, 1936, 1937, 1939, 1941, 1964 |
| 維塞利   | 7        | 1908, 1909, 1911, 1912, 1913, 1921, 1922 |
| 拿玻里   | 4        | 1987, 1990, 2023, 2025 |
| 羅馬     | 3        | 1942, 1983, 2001 |
| 拉素     | 2        | 1974, 2000 |
| 費倫天拿 | 2        | 1956, 1969 |
| 卡利亞里 | 1        | 1970 |
| 沙西勒斯 | 1        | 1914 |
| 諾維斯   | 1        | 1922 |
| 森多利亞 | 1        | 1991 |
| 維羅納   | 1        | 1985 |

## 意甲联赛在中国
1989年起，中国中央电视台开始在每周日下午通过实况录像播放意甲联赛，由于央视在当时中国巨大的影响力，意甲联赛也成为球迷的主要收看选择；再加上当时意甲联赛正处在鼎盛时期，球星如云，意甲在中国有着深厚的球迷基础。
AC米兰、国际米兰、尤文图斯等著名球队有着众多的球迷，此外，像罗马、那不勒斯、拉齐奥、佛罗伦萨、桑普多利亚、帕尔马等中小球队在中国也有不少支持者。
1994年，意甲的桑普多利亚和AC米兰先后访华，在北京工人体育场分别对阵中国国家足球队和北京国安队，开创了中国商业足球比赛的先河，同时也为这两支球队在中国积攒了大量的人气。

## 參與賽季統計
1. 從1929–30年球季以來，有66支球隊曾參加過意甲聯賽，國際米蘭是唯一一支從未被降級過的球隊。
2. 以上資料統計至2023-2024意甲賽季。

- 92季：國際米蘭
- 91季：祖雲達斯，羅馬
- 90季：AC米蘭
- 86季：費倫天拿
- 81季：拉素
- 80季：拖連奴
- 78季：拿玻里
- 77季：博洛尼亞
- 66季：森多利亞
- 63季：阿特蘭大
- 56季：熱那亞
- 51季：烏甸尼斯
- 43季：卡利亞里
- 33季：維羅納
- 30季：巴里，維琴察
- 29季：巴勒莫
- 27季：帕爾馬
- 26季：泰利斯天拿
- 23季：布雷西亞
- 19季：史帕爾
- 18季：萊切、利禾奴
- 17季：卡塔尼亚，基爾禾
- 16季：安玻里、阿斯科利，帕多瓦
- 13季：阿歷山迪亞，切塞納，科木，摩德纳，路華拿，佩魯賈，威尼斯
- 12季：柏迪亞
- 11季：薩斯索羅，福贾
- 10季：阿韦利诺
- 9季：里賈納，錫耶納
- 8季：克雷莫納，盧切塞利伯塔斯，皮亚琴察
- 7季：卡坦沙奴，曼托瓦，佩斯卡拉，比薩，華雷斯
- 6季：維塞利
- 5季：沙蘭力坦拿，墨西拿
- 4季：沙西勒斯
- 3季：費辛隆尼，史柏斯亞，克羅托內，萊可（英语：Calcio Lecco 1912），萊尼亞諾，雷焦安纳
- 2季：蒙扎、安科納，賓尼雲圖，特拉納
- 1季：卡比，比士托爾斯（英语：US Pistoiese 1921），特雷維索

## 聯賽標誌

1997–2010年
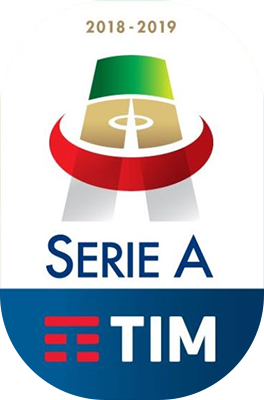
2018–2019年

## 电视转播权
过去，参加意甲联赛的各个俱乐部有权将其转播权出售给意大利境内特定的电视频道，这与大多数其他欧洲国家不同。
目前，意大利有两家转播商，即卫星转播商Sky Italia和流媒体平台DAZN，各自拥有自己的付费电视网络；RAI仅有权转播赛事亮点（中欧时间13:30至22:30之间，专属转播）。
以下是意大利的电视转播权列表（自2021-22赛季）：
- Sky Italia（每周3场比赛）
- DAZN（其他所有比赛）
- OneFootball（赛事亮点）

自2010-11赛季起，意甲俱乐部集体协商转播权，而不再以各个俱乐部个别协商，此前在1998-99赛季结束时放弃了集体协商的方式。
在1990年代，英国是意甲联赛在英国最受欢迎的时期，当时比赛在Channel 4的节目Football Italia上播出，尽管事实上它在英国出现在比其他任何联赛更多的电视频道上，但自2002年以来很少在一个地方停留。
意甲联赛曾在英国的BSB The Sports Channel（1990-1991年）、Sky Sports（1991-1992年）、Channel 4（1992-2002年）、Eurosport（2002-2004年）、Setanta Sports和Bravo（2004-2007年）、Channel 5（2007-2008年）、ESPN（2009-2013年）、Eleven Sports Network（2018年）、Premier、FreeSports（2019-2021年）以及目前的BT Sport（2013-2018年；2021年至今）上播出。
在美国，意甲联赛目前在CBS Sports及其流媒体网络Paramount+上播出。在2021-22赛季之前，比赛在ESPN旗下的网络上播出。

## 外部連結
- 官方网站 （页面存档备份，存于） （意大利文） （英文）
- 意大利足球甲级联赛的新浪微博
- YouTube上的意大利足球甲级联赛頻道
- 意大利足球甲级联赛的Facebook專頁
- 意大利足球甲级联赛的Instagram帳戶
- 意大利足球甲级联赛的X（前Twitter）
- 意大利足球甲级联赛的TikTok
- 意甲联赛 sports.qq.com （页面存档备份，存于）（简体中文）